# DWSIM
DWSIM是一套開源化工程序模擬器，支援Windows、Linux以及macOS等系統。DWSIM建構於.NET Framework與Mono等平台之上，並提供圖形使用者介面、進階熱力學計算、化學反應以及石化擬成份定義工具等。DWSIM藉由內建的熱力學模型和單元操作，有能力模擬穩態、氣液、氣液液、固液和水溶液電解質平衡過程等。

## 外部連結
- DWSIM homepage（页面存档备份，存于）
- CO-LaN（页面存档备份，存于）